# Mayya
Mayya Mayya è un brano musicale del film di Bollywood Guru cantato da Chinmayi, Keerthi Sagathia e Maryem Tollar, con musiche di A. R. Rahman e testi di Gulzar, uscito il 18 novembre 2006.